# Galatasaray Istanbul/Saison 1991/92
Die Saison 1991/92 von Galatasaray Istanbul war die 84. Saison in der Vereinsgeschichte und die 34. Saison in der türkischen Liga, der 1. Lig. Der Klub beendete die Saison auf dem 3. Platz. Die Türkiye Kupası und der Europapokal der Pokalsieger endete für Galatasaray Istanbul jeweils im Viertelfinale.

## Personalien

### Kader
| Nat.               | Name               | Geburtsdatum  | im Verein seit | vorheriger Verein     |
| Torhüter           | Torhüter           | Torhüter      | Torhüter       | Torhüter              |
| ------------------ | ------------------ | ------------- | -------------- | --------------------- |
| Turkei             | Murat Bodur        | 14. Sep. 1974 | 1991           | eigene Jugend         |
| Turkei             | Nezih Ali Boloğlu  | 4. Aug. 1964  | 1990           | Gençlerbirliği Ankara |
| Turkei             | Hayrettin Demirbaş | 26. Juni 1963 | 1986           | Afyonspor             |
| Abwehr             |                    |               |                |                       |
| Turkei             | Taner Alpak        | 27. Nov. 1967 | 1990           | Fatih Karagümrük SK   |
| Turkei             | Yusuf Altıntaş     | 7. Aug. 1961  | 1984           | Kocaelispor           |
| Turkei             | İsmail Demiriz     | 1. Apr. 1962  | 1984           | Gençlerbirliği Ankara |
| Turkei             | Bülent Korkmaz     | 24. Nov. 1968 | 1987           | eigene Jugend         |
| Turkei             | Mert Korkmaz       | 16. Aug. 1971 | 1990           | eigene Jugend         |
| Turkei             | Erhan Önal         | 3. Sep. 1957  | 1985           | Türkgücü München      |
| Mittelfeld         |                    |               |                |                       |
| Turkei             | Muhammed Altıntaş  | 30. März 1964 | 1986           | Edirnespor            |
| Turkei             | Okan Buruk         | 19. Okt. 1973 | 1991           | eigene Jugend         |
| Turkei             | Hamza Hamzaoğlu    | 15. Jan. 1970 | 1991           | İzmirspor             |
| Turkei             | Tayfun Hut         | 19. Juli 1967 | 1990           | Muğlaspor             |
| Turkei             | Tugay Kerimoğlu    | 24. Aug. 1970 | 1987           | eigene Jugend         |
| Turkei Niederlande | Mustafa Yücedağ    | 25. Apr. 1966 | 1990           | Sarıyer SK            |
| Angriff            |                    |               |                |                       |
| Bulgarien Turkei   | Şevket Candar      | 1. Jan. 1966  | 1991           | Lok Gorna Orjachowiza |
| Turkei             | Arif Erdem         | 2. Jan. 1972  | 1991           | Zeytinburnuspor U21   |
| Turkei             | Tolga Eriş         | 18. Feb. 1972 | 1991           | eigene Jugend         |
| Turkei             | Erdal Keser        | 20. Juni 1961 | 1989           | Sarıyer SK            |
| Nigeria            | Dominic Iorfa      | 1. Okt. 1968  | 1991           | Queens Park Rangers   |
| Polen              | Roman Kosecki      | 15. Feb. 1966 | 1990           | Legia Warschau        |
| Rumänien           | Iosif Rotariu      | 27. Sep. 1962 | 1990           | Steaua Bukarest       |
| Turkei             | Uğur Tütüneker     | 2. Aug. 1963  | 1986           | FC Bayern München     |
| Turkei             | Selçuk Yula        | 8. Nov. 1959  | 1991           | Sarıyer SK            |

#### Transfers
| Zugänge | Abgänge |
| --- | --- |
| Sommer 1991 - Metin Aydemir (İnegölspor) - Okan Buruk (eigene Jugend) - Şevket Candar (Lok Gorna Orjachowiza) - Faruk Demir (Eyüpspor) - Arif Erdem (Zeytinburnuspor U21) - Marek Godlewski (Zagłębie Lubin) - Hamza Hamzaoğlu (İzmirspor) - Dominic Iorfa (Queens Park Rangers) - Selçuk Yula (Sarıyer SK) Winter 1991/92 - Murat Bodur (eigene Jugend) - Tolga Eriş (eigene Jugend) - Dominic Iorfa (Queens Park Rangers) | Sommer 1991 - Bülent Alkılıç (Antalyaspor) - Frank Berghuis (FC Volendam) - Tanju Çolak (Fenerbahçe Istanbul) - Yücel Çolak (Mersin İdman Yurdu) - Faruk Demir (Mersin İdman Yurdu) - Savaş Demiral (Malatyaspor) - Vahit Dumanova (Galata SK) - Marek Godlewski (Sokół Pniewy) - Serhat Güller (MKE Ankaragücü) - Selahattin Gözoğlu (Istanbul BB) a. - Zekir Keskin (Vereinslos) - Cüneyt Tanman (Karriere beendet) - Hasan Vezir (Bakırköyspor) - Murat Yılmaz (Küçükçekmecespor) Winter 1991/92 - Ceylan Arıkan (İstanbulspor) a. - Metin Aydemir (Kayserispor) a. - Dževat Prekazi (Altay İzmir) - Metin Yıldız (Kayserispor) a. |

## Spielkleidung
| Heim | Auswärts |

- Ausrüster: Umbro
- Trikotsponsor: ADEC Saat

## Saison
Alle Ergebnisse aus Sicht von Galatasaray Istanbul.
Die Tabelle listet alle 1.-Lig-Spiele des Vereins der Saison 1991/92 auf. Siege sind grün, Unentschieden gelb und Niederlagen rot markiert.

### 1. Lig
| ST | Datum              | Gegner                | Ort                              | Ergebnis  | Tor(e) für Galatasaray Istanbul                                                         | Karte(n) für Galatasaray Istanbul                         |
| -- | ------------------ | --------------------- | -------------------------------- | --------- | --------------------------------------------------------------------------------------- | --------------------------------------------------------- |
| 01 | 31. August 1991    | Sarıyer SK            | Ali Sami Yen Stadyumu, Istanbul  | 2:0 (0:0) | 1:0 Keser (47.), 2:0 Erdem (50.)                                                        | keine                                                     |
| 02 | 7. September 1991  | MKE Ankaragücü        | Ali Sami Yen Stadyumu, Istanbul  | 1:0 (1:0) | 1:0 Kosecki (28.)                                                                       | keine                                                     |
| 03 | 14. September 1991 | Gençlerbirliği Ankara | 19 Mayıs Stadı, Ankara           | 0:0       | keine                                                                                   | Keser (20.)                                               |
| 04 | 22. September 1991 | Konyaspor             | Ali Sami Yen Stadyumu, Istanbul  | 2:1 (0:0) | 1:1 Tütüneker (63.), 2:1 Kosecki (83. Foulelfmeter)                                     | keine                                                     |
| 05 | 28. September 1991 | Altay Izmir           | Atatürk Stadı, Izmir             | 1:0 (0:0) | 1:0 B. Korkmaz (51.)                                                                    | M. Altıntaş (15.), B. Korkmaz (25.)                       |
| 06 | 5. Oktober 1991    | Fenerbahçe Istanbul   | Ali Sami Yen Stadyumu, Istanbul  | 0:2 (0:1) | keine                                                                                   | Hut (3.), Demiriz (57.), Kosecki (77.), Y. Altıntaş (44.) |
| 07 | 27. Oktober 1991   | Adana Demirspor       | Ali Sami Yen Stadyumu, Istanbul  | 2:1 (0:0) | 1:0 Yula (46.), 2:1 Candar (80.)                                                        | Candar (42.)                                              |
| 08 | 2. November 1991   | Gaziantepspor         | Kamil Ocak Stadı, Gaziantep      | 1:0 (1:0) | 1:0 Kerimoğlu (7.)                                                                      | M. Altıntaş (43.)                                         |
| 09 | 10. November 1991  | Samsunspor            | 19 Mayıs Stadı, Samsun           | 2:1 (0:1) | 1:1 Önal (53.), 2:1 Kerimoğlu (68. Handelfmeter)                                        | keine                                                     |
| 10 | 17. November 1991  | Trabzonspor           | Ali Sami Yen Stadyumu, Istanbul  | 1:1 (1:0) | 1:0 Tütüneker (33.)                                                                     | Kosecki (29.), M. Altıntaş (66.)                          |
| 11 | 24. November 1991  | Aydınspor             | Adnan Menderes Stadı, Aydın      | 1:1 (1:0) | 1:0 Tütüneker (17.)                                                                     | Demiriz (63.)                                             |
| 12 | 1. Dezember 1991   | Boluspor              | Ali Sami Yen Stadyumu, Istanbul  | 2:1 (1:0) | 1:0 Alpak (21.), 2:1 Kosecki (50.)                                                      | B. Korkmaz (18.), Kosecki (19.)                           |
| 13 | 7. Dezember 1991   | Bursaspor             | Atatürk Stadı, Bursa             | 4:0 (1:0) | 1:0 Erdem (3.), 2:0 Kosecki (58.), 3:0 Candar (68.), 4:0 Hamzaoğlu (85.)                | keine                                                     |
| 14 | 14. Dezember 1991  | Beşiktaş Istanbul     | Ali Sami Yen Stadyumu, Istanbul  | 0:1 (0:1) | keine                                                                                   | keine                                                     |
| 15 | 21. Dezember 1991  | Bakırköyspor          | Ali Sami Yen Stadyumu, Istanbul  | 2:1 (1:0) | 1:0 Tütüneker (27.), 2:0 Tütüneker (68.)                                                | Y. Altıntaş (24.), Hamzaoğlu (86.)                        |
| 16 | 8. Februar 1992    | Sarıyer SK            | İnönü Stadı, Istanbul            | 0:1 (0:0) | keine                                                                                   | keine                                                     |
| 17 | 16. Februar 1992   | MKE Ankaragücü        | 19 Mayıs Stadı, Ankara           | 3:0 (1:0) | 1:0 Yücedağ (20.), 2:0 Y. Altıntaş (24.), 3:0 Kosecki (85.)                             | M. Altıntaş (56.)                                         |
| 18 | 22. Februar 1992   | Gençlerbirliği Ankara | Ali Sami Yen Stadyumu, Istanbul  | 3:1 (2:1) | 1:0 B. Korkmaz (17.) 2:0 Kosecki (25. Foulelfmeter), 3:1 Kosecki (89.)                  | B. Korkmaz (22.)                                          |
| 19 | 8. März 1992       | Altay Izmir           | Ali Sami Yen Stadyumu, Istanbul  | 3:1 (1:0) | 1:0 Kosecki (37.), 2:0 Kosecki (50.), 3:1 Kosecki (88.)                                 | Kerimoğlu (71.)                                           |
| 20 | 22. März 1992      | Samsunspor            | Ali Sami Yen Stadyumu, Istanbul  | 3:1 (2:0) | 1:0 Erdem (16.), 2:0 Kosecki (28.), 3:1 Erdem (83.)                                     | Erdem (56.), Önal (83.)                                   |
| 21 | 29. März 1992      | Adana Demirspor       | 5 Ocak Stadı, Adana              | 2:1 (0:0) | 1:1 Kerimoğlu (67.), 2:1 B. Korkmaz (90.)                                               | keine                                                     |
| 22 | 1. April 1992      | Konyaspor             | Atatürk Stadı, Konya             | 2:0 (0:0) | 1:0 Keser (61.), 2:0 Rotariu (86.)                                                      | keine                                                     |
| 23 | 5. April 1992      | Gaziantepspor         | Ali Sami Yen Stadyumu, Istanbul  | 0:1 (0:0) | keine                                                                                   | keine                                                     |
| 24 | 12. April 1992     | Trabzonspor           | Hüseyin Avni Aker Stadı, Trabzon | 3:2 (1:1) | 1:0 Önal (29.), 2:1 Kosecki (53.), 3:2 Kosecki (79.)                                    | Candar (89.)                                              |
| 25 | 19. April 1992     | Aydınspor             | Ali Sami Yen Stadyumu, Istanbul  | 1:3 (1:1) | 1:0 Rotariu (23.)                                                                       | keine                                                     |
| 26 | 22. April 1992     | Fenerbahçe Istanbul   | Fenerbahçe Stadı, Istanbul       | 2:5 (0:2) | 1:3 Keser (52.), 2:3 Keser (60.)                                                        | Y. Altıntaş (41.), Kosecki (87.), Demirbaş (85.)          |
| 27 | 26. April 1992     | Boluspor              | Şehir Stadı, Bolu                | 2:0 (2:0) | 1:0 Keser (14. Foulelfmeter), 2:0 Rotariu (42.)                                         | Keser (30.), M. Altıntaş (53.), M. Korkmaz (54.)          |
| 28 | 2. Mai 1992        | Bursaspor             | Ali Sami Yen Stadyumu, Istanbul  | 1:2 (1:2) | 1:1 Y. Altıntaş (17.)                                                                   | keine                                                     |
| 29 | 9. Mai 1992        | Beşiktaş Istanbul     | İnönü Stadı, Istanbul            | 3:4 (1:1) | 1:0 Y. Altıntaş (25. Foulelfmeter), 2:1 Demiriz (46.), 3:2 Hamzaoğlu (55.)              | B. Korkmaz (32.), Kerimoğlu (65.)                         |
| 30 | 17. Mai 1992       | Bakırköyspor          | Ali Sami Yen Stadyumu, Istanbul  | 5:3 (2:1) | 1:0 Kosecki (4.), 2:0 Buruk (24.), 3:1 Buruk (46.), 4:1 Kosecki (58.), 5:1 Candar (60.) | keine                                                     |

### Türkiye Kupası
| Runde         | Datum            | Gegner       | Ort                              | Ergebnis                        | Tor(e) für Galatasaray Istanbul     | Karte(n) für Galatasaray Istanbul                                      |
| ------------- | ---------------- | ------------ | -------------------------------- | ------------------------------- | ----------------------------------- | ---------------------------------------------------------------------- |
| Achtelfinale  | 2. Februar 1992  | Bakırköyspor | Fenerbahçe Stadı, Istanbul       | 2:2 n. V., 4:3 i. E. (2:2, 2:1) | 1:0 Rotariu (1.), 2:0 Kosecki (40.) | Y. Altıntaş (39.), M. Altıntaş (110.), Kerimoğlu (118.), Rotariu (60.) |
| Viertelfinale | 26. Februar 1992 | Trabzonspor  | Hüseyin Avni Aker Stadı, Trabzon | 1:2 n. V. (0:0, 0:0)            | 1:2 Y. Altıntaş (111.)              | Kosecki (32.), B. Korkmaz (106.), Y. Altıntaş (117.)                   |

### Europapokal der Pokalsieger
| Runde                   | Datum              | Gegner                      | Ort                                        | Ergebnis  | Tor(e) für Galatasaray Istanbul                                    | Karte(n) für Galatasaray Istanbul                              |
| ----------------------- | ------------------ | --------------------------- | ------------------------------------------ | --------- | ------------------------------------------------------------------ | -------------------------------------------------------------- |
| 1. Runde-Hinspiel       | 18. September 1991 | Eisenhüttenstädter FC Stahl | Stadion der Hüttenwerker, Eisenhüttenstadt | 2:1 (1:1) | 1:1 Kosecki (45.), 2:1 Keser (73.)                                 | Keser (61.), Kerimoğlu (85.)                                   |
| 1. Runde-Rückspiel      | 2. Oktober 1991    | Eisenhüttenstädter FC Stahl | Ali Sami Yen Stadyumu, Istanbul            | 3:0 (1:0) | 1:0 Kosecki (20. Foulelfmeter), 2:0 Erdem (67.), 3:0 Yücedağ (87.) | Tütüneker (62.)                                                |
| 2. Runde-Hinspiel       | 23. Oktober 1991   | FC Baník Ostrava            | Ali Sami Yen Stadyumu, Istanbul            | 0:1 (0:0) | keine                                                              | B. Korkmaz, Kerimoğlu                                          |
| 2. Runde-Rückspiel      | 6. November 1991   | FC Baník Ostrava            | Stadion Bazaly, Ostrava                    | 2:1 (2:1) | 1:1 Y. Altıntaş (38.), 2:1 Kosecki (41. Foulelfmeter)              | B. Korkmaz (27.), Demirbaş (77.), Demiriz (85.), Yücedağ (87.) |
| Viertelfinale-Hinspiel  | 4. März 1992       | Werder Bremen               | Weserstadion, Bremen                       | 1:2 (0:0) | 1:0 Kosecki (33.)                                                  | Demiriz (90.), Y. Altıntaş                                     |
| Viertelfinale-Rückspiel | 18. März 1992      | Werder Bremen               | Ali Sami Yen Stadyumu, Istanbul            | 0:0       | keine                                                              | Kerimoğlu                                                      |

### TSYD Kupası
| Datum           | Gegner              | Ort                             | Ergebnis  | Tor(e) für Galatasaray Istanbul                         | Karte(n) für Galatasaray Istanbul               |
| --------------- | ------------------- | ------------------------------- | --------- | ------------------------------------------------------- | ----------------------------------------------- |
| 14. August 1991 | Beşiktaş Istanbul   | Ali Sami Yen Stadyumu, Istanbul | 3:2 (3:1) | 1:0 Keser (15.), 2:1 Keser (37.), 3:2 Y. Altıntaş (40.) | Kerimoğlu (35.), Y. Altıntaş (58.), Keser (75.) |
| 18. August 1991 | Fenerbahçe Istanbul | İnönü Stadı, Istanbul           | 2:1 (0:0) | 1:0 Kosecki (53.), 2:0 Keser (59.)                      | Y. Altıntaş (44.)                               |

## Statistiken

### Teamstatistik
| Wettbewerb                  | Punkte | daheim | daheim | daheim | daheim | daheim | auswärts | auswärts | auswärts | auswärts | auswärts | Gesamt | Gesamt | Gesamt | Gesamt | Gesamt | Tordifferenz |
| Wettbewerb                  | Punkte | Sp     | G      | U      | N      | TV     | Sp       | G        | U        | N        | TV       | Sp     | G      | U      | N      | TV     | Tordifferenz |
| --------------------------- | ------ | ------ | ------ | ------ | ------ | ------ | -------- | -------- | -------- | -------- | -------- | ------ | ------ | ------ | ------ | ------ | ------------ |
| 1. Lig                      | 60     | 15     | 9      | 1      | 5      | 23:17  | 15       | 10       | 2        | 3        | 31:18    | 30     | 19     | 3      | 8      | 54:35  | +19          |
| Türkiye Kupası              | –      | 0      | 0      | 0      | 0      | 0:0    | 2        | 0        | 1        | 1        | 3:4      | 2      | 0      | 1      | 1      | 3:4    | −1           |
| Europapokal der Pokalsieger | –      | 3      | 1      | 1      | 1      | 3:1    | 3        | 2        | 0        | 1        | 5:4      | 6      | 4      | 1      | 1      | 8:5    | +3           |
| Gesamt                      | 60     | 18     | 10     | 2      | 6      | 26:18  | 20       | 12       | 3        | 5        | 39:26    | 38     | 23     | 5      | 10     | 65:44  | +21          |

### Saisonverlauf
| Spieltag | 1 | 2 | 3 | 4 | 5 | 6 | 7 | 8 | 9 | 10 | 11 | 12 | 13 | 14 | 15 | 16 | 17 | 18 | 19 | 20 | 21 | 22 | 23 | 24 | 25 | 26 | 27 | 28 | 29 | 30 |
| -------- | - | - | - | - | - | - | - | - | - | -- | -- | -- | -- | -- | -- | -- | -- | -- | -- | -- | -- | -- | -- | -- | -- | -- | -- | -- | -- | -- |
| Spielort | H | H | A | H | A | H | A | H | A | H  | A  | H  | A  | H  | H  | A  | A  | H  | A  | H  | A  | H  | A  | H  | A  | H  | A  | H  | A  | A  |
| Resultat | S | S | U | S | S | N | S | S | S | U  | U  | S  | S  | N  | S  | N  | S  | S  | S  | S  | N  | S  | S  | N  | S  | N  | S  | N  | N  | S  |
| Platz    | 3 | 1 | 2 | 2 | 2 | 3 | 3 | 3 | 3 | 3  | 3  | 3  | 3  | 3  | 3  | 3  | 3  | 3  | 3  | 3  | 4  | 4  | 4  | 4  | 3  | 3  | 3  | 3  | 3  | 3  |

Quelle: https://www.weltfussball.de/spielplan/tur-sueperlig-1991-1992
Legende: Spielort: H = Heim; A = Auswärts. Resultat: S = Sieg; U = Unentschieden; N = Niederlage

### Spielerstatistiken
| Spieler            | 1. Lig   | 1. Lig | 1. Lig      | 1. Lig     | Türkiye Kupası | Türkiye Kupası | Türkiye Kupası | Türkiye Kupası | Europapokal der Pokalsieger | Europapokal der Pokalsieger | Europapokal der Pokalsieger | Europapokal der Pokalsieger | TSYD Kupası | TSYD Kupası | TSYD Kupası | TSYD Kupası | Total    | Total | Total       | Total      |
| Spieler            | Einsätze | Tore   | Gelbe Karte | Rote Karte | Einsätze       | Tore           | Gelbe Karte    | Rote Karte     | Einsätze                    | Tore                        | Gelbe Karte                 | Rote Karte                  | Einsätze    | Tore        | Gelbe Karte | Rote Karte  | Einsätze | Tore  | Gelbe Karte | Rote Karte |
| ------------------ | -------- | ------ | ----------- | ---------- | -------------- | -------------- | -------------- | -------------- | --------------------------- | --------------------------- | --------------------------- | --------------------------- | ----------- | ----------- | ----------- | ----------- | -------- | ----- | ----------- | ---------- |
| Taner Alpak        | 10       | 1      | 0           | 0          | 1              | 0              | 0              | 0              | 2                           | 0                           | 0                           | 0                           | 0           | 0           | 0           | 0           | 13       | 1     | 0           | 0          |
| Muhammed Altıntaş  | 27       | 0      | 5           | 0          | 2              | 0              | 1              | 0              | 6                           | 0                           | 0                           | 0                           | 2           | 0           | 0           | 0           | 37       | 0     | 6           | 0          |
| Yusuf Altıntaş     | 19       | 3      | 1           | 2          | 2              | 1              | 1              | 1              | 5                           | 1                           | 0                           | 0                           | 2           | 1           | 2           | 0           | 28       | 6     | 4           | 3          |
| Nezih Ali Boloğlu  | 4        | 0      | 0           | 0          | 0              | 0              | 0              | 0              | 0                           | 0                           | 0                           | 0                           | 0           | 0           | 0           | 0           | 4        | 0     | 0           | 0          |
| Murat Bodur        | 0        | 0      | 0           | 0          | 0              | 0              | 0              | 0              | 0                           | 0                           | 0                           | 0                           | 0           | 0           | 0           | 0           | 0        | 0     | 0           | 0          |
| Okan Buruk         | 1        | 2      | 0           | 0          | 0              | 0              | 0              | 0              | 0                           | 0                           | 0                           | 0                           | 0           | 0           | 0           | 0           | 1        | 2     | 0           | 0          |
| Şevket Candar      | 18       | 3      | 2           | 0          | 0              | 0              | 0              | 0              | 1                           | 0                           | 0                           | 0                           | 1           | 0           | 0           | 0           | 20       | 3     | 2           | 0          |
| Savaş Demiral      | 0        | 0      | 0           | 0          | 0              | 0              | 0              | 0              | 0                           | 0                           | 0                           | 0                           | 1           | 0           | 0           | 0           | 1        | 0     | 0           | 0          |
| Hayrettin Demirbaş | 27       | 0      | 1           | 0          | 2              | 0              | 0              | 0              | 6                           | 0                           | 0                           | 0                           | 2           | 0           | 0           | 0           | 37       | 0     | 1           | 0          |
| İsmail Demiriz     | 30       | 1      | 2           | 0          | 2              | 0              | 0              | 0              | 5                           | 0                           | 0                           | 0                           | 2           | 0           | 0           | 0           | 39       | 1     | 2           | 0          |
| Arif Erdem         | 27       | 4      | 1           | 0          | 2              | 0              | 0              | 0              | 6                           | 1                           | 0                           | 0                           | 1           | 0           | 0           | 0           | 36       | 5     | 1           | 0          |
| Tolga Eriş         | 1        | 0      | 0           | 0          | 0              | 0              | 0              | 0              | 0                           | 0                           | 0                           | 0                           | 0           | 0           | 0           | 0           | 1        | 0     | 0           | 0          |
| Marek Godlewski    | 0        | 0      | 0           | 0          | 0              | 0              | 0              | 0              | 0                           | 0                           | 0                           | 0                           | 1           | 0           | 0           | 0           | 1        | 0     | 0           | 0          |
| Hamza Hamzaoğlu    | 26       | 2      | 1           | 0          | 2              | 0              | 0              | 0              | 3                           | 0                           | 0                           | 0                           | 2           | 0           | 0           | 0           | 33       | 2     | 1           | 0          |
| Tayfun Hut         | 19       | 0      | 1           | 0          | 0              | 0              | 0              | 0              | 5                           | 0                           | 0                           | 0                           | 2           | 0           | 0           | 0           | 26       | 0     | 1           | 0          |
| Dominic Iorfa      | 8        | 0      | 0           | 0          | 1              | 0              | 0              | 0              | 0                           | 0                           | 0                           | 0                           | 0           | 0           | 0           | 0           | 9        | 0     | 0           | 0          |
| Tugay Kerimoğlu    | 26       | 3      | 1           | 1          | 2              | 0              | 1              | 0              | 5                           | 0                           | 0                           | 0                           | 2           | 0           | 1           | 0           | 35       | 3     | 3           | 1          |
| Erdal Keser        | 11       | 5      | 2           | 0          | 0              | 0              | 0              | 0              | 2                           | 1                           | 0                           | 0                           | 2           | 3           | 1           | 0           | 15       | 9     | 3           | 0          |
| Bülent Korkmaz     | 27       | 3      | 4           | 0          | 2              | 0              | 1              | 0              | 5                           | 0                           | 0                           | 0                           | 1           | 0           | 0           | 0           | 35       | 3     | 5           | 0          |
| Mert Korkmaz       | 3        | 0      | 1           | 0          | 0              | 0              | 0              | 0              | 0                           | 0                           | 0                           | 0                           | 0           | 0           | 0           | 0           | 3        | 0     | 1           | 0          |
| Roman Kosecki      | 24       | 15     | 3           | 1          | 2              | 1              | 1              | 0              | 6                           | 4                           | 0                           | 0                           | 1           | 1           | 0           | 0           | 33       | 21    | 4           | 1          |
| Erhan Önal         | 16       | 2      | 0           | 1          | 1              | 0              | 0              | 0              | 3                           | 0                           | 0                           | 0                           | 0           | 0           | 0           | 0           | 20       | 2     | 0           | 1          |
| Dževat Prekazi     | 4        | 0      | 0           | 0          | 0              | 0              | 0              | 0              | 3                           | 0                           | 0                           | 0                           | 0           | 0           | 0           | 0           | 7        | 0     | 0           | 0          |
| Iosif Rotariu      | 12       | 3      | 0           | 0          | 2              | 1              | 0              | 1              | 4                           | 0                           | 0                           | 0                           | 2           | 0           | 0           | 0           | 20       | 4     | 0           | 1          |
| Uğur Tütüneker     | 19       | 5      | 0           | 0          | 1              | 0              | 0              | 0              | 1                           | 0                           | 0                           | 0                           | 1           | 0           | 0           | 0           | 22       | 5     | 0           | 0          |
| Metin Yıldız       | 1        | 0      | 0           | 0          | 0              | 0              | 0              | 0              | 3                           | 0                           | 0                           | 0                           | 1           | 0           | 0           | 0           | 5        | 0     | 0           | 0          |
| Mustafa Yücedağ    | 25       | 1      | 0           | 0          | 2              | 0              | 0              | 0              | 4                           | 1                           | 0                           | 0                           | 1           | 0           | 0           | 0           | 32       | 2     | 0           | 0          |
| Selçuk Yula        | 4        | 1      | 0           | 0          | 0              | 0              | 0              | 0              | 1                           | 0                           | 0                           | 0                           | 0           | 0           | 0           | 0           | 5        | 1     | 0           | 0          |